# خوانا ویاله
خوانا ویاله (انگلیسی: Juana Viale؛ زادهٔ ۱۵ آوریل ۱۹۸۲) بازیگر و مجری اهل آرژانتین است.